# In solitario
In solitario (En solitaire) è un film del 2013 diretto da Christophe Offenstein, con François Cluzet.
Il film è diventato uno dei maggiori incassi in Francia dopo Quasi amici - Intouchables, nel quale era presente lo stesso François Cluzet.

## Trama
Yann Kermadec è uno skipper che partecipa alla circumnavigazione del globo in solitaria Vendée Globe solo perché un altro skipper, fratello della sua compagna, si è dovuto ritirare per infortunio. Per lui questa è l'ultima possibilità di partecipare ad una grande impresa che sembra dover finire male quando scopre dopo solo pochi giorni dalla partenza un clandestino a bordo, un immigrato della Mauritania intrufolatosi durante la sosta alle Canarie.

## Curiosità
La scena in cui Yann salva la skipper inglese Mag, è un chiaro riferimento alla vicenda "vera" vissuta dal velista Giovanni Soldini e Isabelle Autissier, durante l'edizione 1998-99 della Around Alone (il giro del mondo a vela per navigatori solitari).